# حزقيال كاسترو
حزقيال كاسترو (بالإسبانية: Juan Gabriel Castro)‏ هو لاعب كرة قاعدة مكسيكي، ولد في 20 يونيو 1972 في لوس موتشيس في المكسيك.

## وصلات خارجية
- حزقيال كاسترو على موقع دوري كرة القاعدة الرئيسي (الإنجليزية)
- حزقيال كاسترو على موقعبيزبول رفرنس.كوم (الدوري الرئيسي) (الإنجليزية)
- حزقيال كاسترو على موقعبيزبول رفرنس.كوم (الدوري الثانوي) (الإنجليزية)
- حزقيال كاسترو على موقع إي إس بي إن.كوم (أم.أل.بي) (الإنجليزية)
- حزقيال كاسترو على موقع مشجعي الرسوم البيانية (الإنجليزية)